# Мик, Джозеф
Джозеф Лафайетт (Джо) Мик (англ. Joseph Lafayette "Joe" Meek; 1810 — 20 июня 1875) — американский первопроходец, маунтинмен, проводник и политик.

## Ранние годы
Джозеф Мик родился в 1810 году в округе Вашингтон, штат Виргиния. В возрасте 18 лет он присоединился к Уильяму Саблетту и  Меховой компании Скалистых гор. Приблизительно в 1829 году партию охотников в районе реки Йеллоустон, в которую входил Мик, атаковали черноногие. В результате нападения трапперы оказались рассеяны и Мик в одиночку продолжил путешествие. Он исследовал район, впоследствии ставший Йеллоустонским национальным парком.
В 1838 году Мик женился на дочери вождя племени не-персе — её настоящее имя неизвестно, он называл её Вирджиния. После того, как торговля бобровыми шкурками пошла на спад, Мик, вместе со своими товарищами — Калебом Уилкинсом и Робертом Ньюэллом — отправился на Орегонскую землю. В форте Холл они повстречали группу эмигрантов, которые также направлялись в Орегон. Трапперы согласились провести переселенцев до миссии Уитмена, которая располагалась около форта Валла-Валла (ныне город Уолла-Уолла).

## Жизнь в Орегоне
На Орегонской земле Мик стал одеваться как франкоканадские трапперы — в частности он стал носить ярко-красный пояс. У местных индейцев были хорошие отношения с франкоканадскими охотниками и торговцами, и таким образом, он хотел, чтобы его принимали за одного из них.
В 1841 году Мик поселился в долине Туалатин, находящейся к юго-западу от Портленда. В 1843 году, когда было сформировано временное правительство, он был избран в законодательное собрание и назначен шерифом.
В конце осени 1847 года индейцы кайюсы и юматилла напали на миссию Уитмена. Это событие стало известно как Резня Уитменов. Индейцы убили миссионера Маркуса Уитмена и членов его семьи, а также взяли в плен десятки белых, где они подверглись жестокому обращению. Дочь Мика — десятилетняя Хелен Мар Мик — умерла в плену у кайюсов. Атака на миссию Уитмена вызвала Кайюсскую войну между поселенцами и индейцами.  После этих событий Джозеф Мик отправился в Вашингтон. Находясь в столице Соединённых Штатов, он встретился с президентом Джеймсом Ноксом Полком. В разговоре с Полком, Мик убеждал президента в том, что Орегонскую землю необходимо преобразовать в Инкорпорированную организованную территорию США. Весной 1848 года Джозеф Лейн был назначен губернатором, а Мик федеральным маршалом образованной территории. Он занимал эту должность в течение пяти лет. Мик принял участие в Войне якима и организовал отряд орегонских добровольцев.
Джозеф Мик скончался 20 июня 1875 года в своём доме вблизи от города Хилсборо, штат Орегон, в возрасте 65 лет.